# Municipio de Jackson (condado de Fayette)
El municipio de Jackson (en inglés: Jackson Township) es un municipio ubicado en el condado de Fayette en el estado estadounidense de Indiana. En el año 2010 tenía una población de 1524 habitantes y una densidad poblacional de 21,48 personas por km².

## Geografía
El municipio de Jackson se encuentra ubicado en las coordenadas 39°33′32″N 85°6′33″O / 39.55889, -85.10917. Según la Oficina del Censo de los Estados Unidos, el municipio tiene una superficie total de 70.95 km², de la cual 70,95 km² corresponden a tierra firme y (0 %) 0 km² es agua.

## Demografía
Según el censo de 2010, había 1524 personas residiendo en el municipio de Jackson. La densidad de población era de 21,48 hab./km². De los 1524 habitantes, el municipio de Jackson estaba compuesto por el 98,29 % blancos, el 0,33 % eran afroamericanos, el 0,26 % eran asiáticos, el 0,59 % eran de otras razas y el 0,52 % eran de una mezcla de razas. Del total de la población el 1,31 % eran hispanos o latinos de cualquier raza.